# SymbioCity
SymbioCity är ett varumärke som sammanfattar den svenska traditionen och erfarenheten inom hållbar samhällsutveckling och resurseffektivisering. 
Varumärket, hemsidan och materialet är framtaget för att stödja svenska miljöteknikföretags marknadsföring på en internationell handelsplats. SymbioCity förvaltas av Exportrådet och är fritt att använda som referens av alla Sveriges teknikföretag verksamma inom hållbar stadsutveckling och miljöteknik. 

## SymbioCity worldwide
Exempel på platser runt om i världen där konceptet SymbioCity tillämpats eller används som inspirationskälla:
- Luodian New Town, Shanghai, Kina
- The Dongli Lake Project, Kina

- Tianjin Gangdong, Kina
- Qingdao Olympic Sailing Arena, Kina
- Toronto, Kanada
- Cork South Docklands, Irland
- The Baltic Pearl Project, Ryssland
- Buffalo City, Sydafrika
- Pune, Indien
- London Olympic Village, Storbritannien
- Narbonne, Frankrike